# كريستوفر هيرست (سياسي)
كريستوفر هيرست (بالإنجليزية: Christopher Hurst)‏ هو سياسي أمريكي، ولد في 12 أكتوبر 1954 في سياتل في الولايات المتحدة. حزبياً، نشط في الحزب الديمقراطي. وقد انتخب عضو مجلس نواب واشنطن.